# Cyclanorbis
Cyclanorbis és un gènere de tortugues de la família dels Trionychidae pròpies de l'Àfrica.

## Taxonomia
El gènere conté dues espècies, indígenes d'Àfrica central:
- Cyclanorbis elegans
- Cyclanorbis senegalensis